# أراندجيلوفاتس
أرانديلوفاك (Аранђеловац) هي مدينة في سوماديجا في مقاطعة وسط صربيا في صربيا.

## المناخ
يظهر الجدول التالي التغييرات المناخية على مدار السنة لأراندجيلوفاتس:
| البيانات المناخية لـأراندجيلوفاتس | البيانات المناخية لـأراندجيلوفاتس | البيانات المناخية لـأراندجيلوفاتس | البيانات المناخية لـأراندجيلوفاتس | البيانات المناخية لـأراندجيلوفاتس | البيانات المناخية لـأراندجيلوفاتس | البيانات المناخية لـأراندجيلوفاتس | البيانات المناخية لـأراندجيلوفاتس | البيانات المناخية لـأراندجيلوفاتس | البيانات المناخية لـأراندجيلوفاتس | البيانات المناخية لـأراندجيلوفاتس | البيانات المناخية لـأراندجيلوفاتس | البيانات المناخية لـأراندجيلوفاتس | البيانات المناخية لـأراندجيلوفاتس |
| الشهر                             | يناير                             | فبراير                            | مارس                              | أبريل                             | مايو                              | يونيو                             | يوليو                             | أغسطس                             | سبتمبر                            | أكتوبر                            | نوفمبر                            | ديسمبر                            | المعدل السنوي                     |
| --------------------------------- | --------------------------------- | --------------------------------- | --------------------------------- | --------------------------------- | --------------------------------- | --------------------------------- | --------------------------------- | --------------------------------- | --------------------------------- | --------------------------------- | --------------------------------- | --------------------------------- | --------------------------------- |
| متوسط درجة الحرارة الكبرى °م (°ف) | 3.0 (37.4)                        | 6.0 (42.8)                        | 11.5 (52.7)                       | 16.3 (61.3)                       | 21.1 (70.0)                       | 24.4 (75.9)                       | 26.5 (79.7)                       | 26.6 (79.9)                       | 23.0 (73.4)                       | 17.4 (63.3)                       | 9.8 (49.6)                        | 4.7 (40.5)                        | 15.9 (60.5)                       |
| المتوسط اليومي °م (°ف)            | −0.3 (31.5)                       | 2.2 (36.0)                        | 6.5 (43.7)                        | 10.9 (51.6)                       | 15.6 (60.1)                       | 18.9 (66.0)                       | 20.5 (68.9)                       | 20.4 (68.7)                       | 17.0 (62.6)                       | 12.2 (54.0)                       | 6.1 (43.0)                        | 1.7 (35.1)                        | 11.0 (51.8)                       |
| متوسط درجة الحرارة الصغرى °م (°ف) | −3.5 (25.7)                       | −1.5 (29.3)                       | 1.5 (34.7)                        | 5.6 (42.1)                        | 10.1 (50.2)                       | 13.5 (56.3)                       | 14.6 (58.3)                       | 14.3 (57.7)                       | 11.0 (51.8)                       | 7.0 (44.6)                        | 2.5 (36.5)                        | −1.3 (29.7)                       | 6.1 (43.1)                        |
| الهطول مم (إنش)                   | 51 (2.0)                          | 47 (1.9)                          | 49 (1.9)                          | 58 (2.3)                          | 81 (3.2)                          | 88 (3.5)                          | 76 (3.0)                          | 54 (2.1)                          | 54 (2.1)                          | 48 (1.9)                          | 61 (2.4)                          | 66 (2.6)                          | 733 (28.9)                        |
| المصدر: Climate-Data.org          |                                   |                                   |                                   |                                   |                                   |                                   |                                   |                                   |                                   |                                   |                                   |                                   |                                   |

## توأمة
لأراندجيلوفاتس اتفاقيات توأمة مع كل من:
- بيتوج
- بريبولييه [الإنجليزية]‏

## أعلام
- ألكسندر بانتيتش
- كاتارينا ستيبانوفيتش
- غوران ميلوجيفيتش
- سانيا رايوفيتش
- غوران أوبرادوفيتش